# 蘭氏穗肩䲁
蘭氏穗肩䲁（學名：Cirripectes randalli），又稱蘭氏項鬚䲁，為輻鰭魚綱鳚形目䲁科穗肩䲁屬的一種，分布於西印度洋模里西斯及聖布蘭登群島海域，深度0至8公尺，本魚體呈長橢圓形且側扁，下唇內側光滑，外側有褶皺，上唇小圓齒36-43，鰓耙26-27，頭部感覺孔系統複雜，眶間位置以外無孔，眶上12-26觸鬚，鼻10-18觸鬚，頸項36-42觸鬚，全身無鱗片，無頸瓣，雌魚有體斑，延伸至背鰭、臀鰭和尾鰭的基部一半，但雄魚沒有，背鰭膜與尾鰭相連，最後一根棘刺上方有深凹口，第一根棘刺與第二根棘刺約相等，背鰭硬棘12枚、背鰭軟條14-15枚、臀鰭硬棘2枚、臀鰭軟條15-16枚，體長可達10.7公分，成魚棲息在岩岸淺水區，通常躲在洞穴，一旦遇危險時以倒游方式躲入小洞穴中，僅露出頭部注視敵人，具領域性，幼魚為浮游性，雌魚產附著性卵，雄魚有護卵行為。